# Nedeljko Gvozdenović
Nedeljko Gvozdenović, en serbe cyrillique Недељко Гвозденовић (né à Mostar le 24 mars 1902 et mort à Belgrade le 31 janvier 1988), est un peintre serbe. Il fut membre de l'Académie serbe des sciences et des arts.

## Biographie
Né à Mostar, Nedeljko Gvozdenović s'installa à Munich en 1922 ; élève à l'École internationale, il y suivit les cours du professeur Hans Hofmann. Après ses études, en 1926, il s'établit à Belgrade et devint professeur à l'Académie des beaux-arts. Avec quelques-uns de ses élèves et de ses collègues, il fonda la Maison des legs (Кућа легата/Kuća legata), destinée à administrer les legs reçus par le musée de la ville de Belgrade. Lui-même a légué à la ville un grand nombre de ses œuvres, ainsi que son appartement et son atelier. Le « Legs Nedeljko Gvozdenović » (Legat Nedeljka Gvozdenovica) a ouvert au public en 1983 ; il est présenté au no 46 de la rue Knez Mihailova à Belgrade.

## Œuvres
Nedeljko Gvozdenović a utilisé toutes sortes de techniques : huiles, gouaches, temperas, aquarelles et dessins.
Parmi ses créations, on peut citer son Autoportrait (dessin, 1936), La Table rouge (huile, 1967) ou encore son Atelier de l'artiste (tempera, 1961). Ces trois œuvres sont conservées au Musée de la ville de Belgrade. La présidence de la république de Serbie conserve également une toile de Nedeljko Gvozdenović : Femme dans l'atelier de l'artiste (1958).